# Insula Krčedin
Insula Krčedin sau Krčedinska Ada (în sârbă Крчединска ада) este o insulă fluvială din Serbia. Ea este situată în apropierea malului stâng al Dunării, dincolo de satul Krčedin din comuna Inđija a provinciei autonome Voivodina. Insula este nelocuită și face parte din Rezervația Naturală Specială Koviljsko-Petrovaradinski Rit. Ea este una dintre cele mai mari pășuni naturale rămase din Podunavlje, fiind cunoscută pentru creșterea tradițională a animalelor, cu o interferență umană minimă.

## Situare
Insula se întinde aproximativ între kilometrii 1.226 și 1.231 ai Dunării, în apropierea malului stâng al fluviului. Peste Dunăre, puțin mai departe de mal, se află satul Krčedin, după care a fost numită insula. Deși se află geografic în regiunea Bačka (aflată la nordul Dunării), ea aparține din punct de vedere administrativ comunei Inđija (la fel ca satul) din regiunea Sirmia (aflată la sudul Dunării). La nord de insulă, mai aproape de aceasta decât satul Krčedin, se află satul Gardinovci din comuna Titel. Chiar la vest de insulă, Podul Beška traversează Dunărea, în timp ce spre nord-vest se află satul Kovilj și Mănăstirea Kovilj.

## Geografie
Insula are forma aproximativă a unui triunghi rotunjit, cu vârful la nord. Ea este situată în valea Dunării și se extinde spre vest în microregiunea Kožjak, în interiorul mlaștinii Kovilj (Koviljski Rit). S-a format atunci când Dunărea și-a îndreptat cursul spre sud și și-a tăiat propriul meandru, curbându-se în jurul versantului nordic înalt de 269 metri (883 ft) al dealului Koševac din regiunea sirmiană, la nord-est de satul Krčedin. Insula s-a atașat porțiunii de uscat a regiunii Bačka, iar brațul îngust al Dunării care o separă de uscat se numește Dunavac („Dunărea Mică”) la vest și Brațul Gardinovac la est. Acest braț se ramifică apoi în numeroase brațe mai mici și bălți. Majoritatea terenului insulei rămâne uscat, atunci când apa fluviului se află la un nivel normal, și este inundată în timpul sezonului ploios, atunci când nivelul apei crește. Punctul cel mai înalt al insulei se află la altitudinea de 75 metri (246 ft).
Insula are o lungime de 5 km și o lățime de 3 km și acoperă o suprafață de 8 km2.
Peste fluviu, către vest, sunt două situri arheologice: Kalakača și Mihaljevačka šuma.

## Floră
Insula conține o cantitate mare de iarbă și de apă dulce. Ea este parțial împădurită, mai ales cu sălcii, unele datând din anii 1810.

## Faună sălbatică
Brațul care separă insula de uscat este o zonă de reproducere naturală a crapului, știucii, carasului și cegii. Insula Krčedin este una dintre cele mai mari zone de reproducere naturală a crapului din Europa.
Pe insulă cuibăresc berzele, stârcii, rațele mari și cormoranii. În total există pe insulă 172 de specii de păsări, dintre care 103 sunt declarate specii rare. Printre acestea se numără codalbul, egreta mare, barza neagră, buha și șoimul dunărean.
În timpul verilor călduroase, când nivelul apei scade, canalul Dunavac se usucă parțial, astfel încât insula poate fi vizitată cu bicicleta. Acest pod natural este folosit mai rar de animalele sălbatice pentru a ajunge pe insulă, precum căprioarele, șacalii sau mistreții.

## Creșterea animalelor
Sătenii din Krčedin au fost primii care au început să-și transporte animalele pe insulă, cu feriboturi, în secolul al XIX-lea. Ei au fost urmați mai târziu de locuitorii altor sate vecine: Kovilj, Šajkaš, Gardinovci, Čortanovci, Stari Slankamen. Animalele (cai, oi, vite, porci și măgari) sunt transportate la începutul primăverii și lăsate acolo până la sfârșitul toamnei pentru a trăi complet liber, întrucât insula este nelocuită, nu există prădători naturali și are un habitat natural, nefiind afectată de dezvoltarea urbană. Animalele care cresc liber pe insulă și se hrănesc în mod natural, împreună cu puii lor născuți acolo, sunt readuse în grajduri atunci când încep ploile sau se face prea frig, deși caii și porcii sunt lăsați uneori pe insulă chiar și în timpul iernii. Unele rase rare, cum ar fi porcii din rasa mangalița, câinii ciobănești din rasa locală sau vitele podoliene sunt, de asemenea, păstrate pe insulă, ca și un număr mare de păsări de curte (găini, curcani și păuni). În 2017 se aflau acolo 80 din cele 400 de vite podoliene din întreaga Serbia.
În anul 2017 trăiau pe insulă 1.000 de vaci și porci, 200 de cai și peste 100 de măgari balcanici. Măgarii devin din ce în ce mai căutați, din cauza prețului mare al laptelui lor. Cu toate acestea, în anii 1990 erau păstrate pe insulă peste 6.000 de animale.

## Turism
Insula face parte dintr-o rezervație naturală specială mult mai mare „Koviljsko-Petrovaradinski Rit”, o zonă umedă situată de-a lungul Dunării. Autoritățile locale organizează tururi asemănătoare cu safari-urile fotografice pe insulă din mai până în septembrie. Aceste tururi sunt concepute ca excursii de o zi pentru grupuri mici de vizitatori.